# Neplachov
Neplachov är en ort i Tjeckien.   Den ligger i regionen Södra Böhmen, i den centrala delen av landet, 110 km söder om huvudstaden Prag. Neplachov ligger 435 meter över havet och antalet invånare är 353.
Terrängen runt Neplachov är platt. Runt Neplachov är det ganska glesbefolkat, med 34 invånare per kvadratkilometer. Närmaste större samhälle är České Budějovice, 19,6 km sydväst om Neplachov. I omgivningarna runt Neplachov växer i huvudsak blandskog.